# Achalpur
Achalpur là một thành phố và là một hội đồng đô thị (municipal council) trong quận Amravati trong bang Maharashtra của Ấn Độ.

## Địa lý
Achalpur có vị trí 21°16′B 77°31′Đ / 21,26°B 77,51°Đ Nó có độ cao trung bình là 369 mét (1210 foot).

## Nhân khẩu
Theo điều tra dân số năm 2001 của Ấn ĐộẤn Độ, Achalpur có dân số 107.304 người. Phái nam chiếm 52% tổng số dân và phái nữ chiếm 48%. Achalpur có tỷ lệ 77% biết đọc biết viết, cao hơn tỷ lệ trung bình toàn quốc là 59,5%: tỷ lệ cho phái nam là 81%, và tỷ lệ cho phái nữ là 73%. Tại Achalpur, 12% dân số nhỏ hơn 6 tuổi.